# Giorgio Federico Ghedini
Giorgio Federico Ghedini (Cuneo, 11 luglio 1892 – Genova, 25 marzo 1965) è stato un compositore e didatta italiano, vincitore del Premio Feltrinelli per la Musica nel 1963.

## Biografia

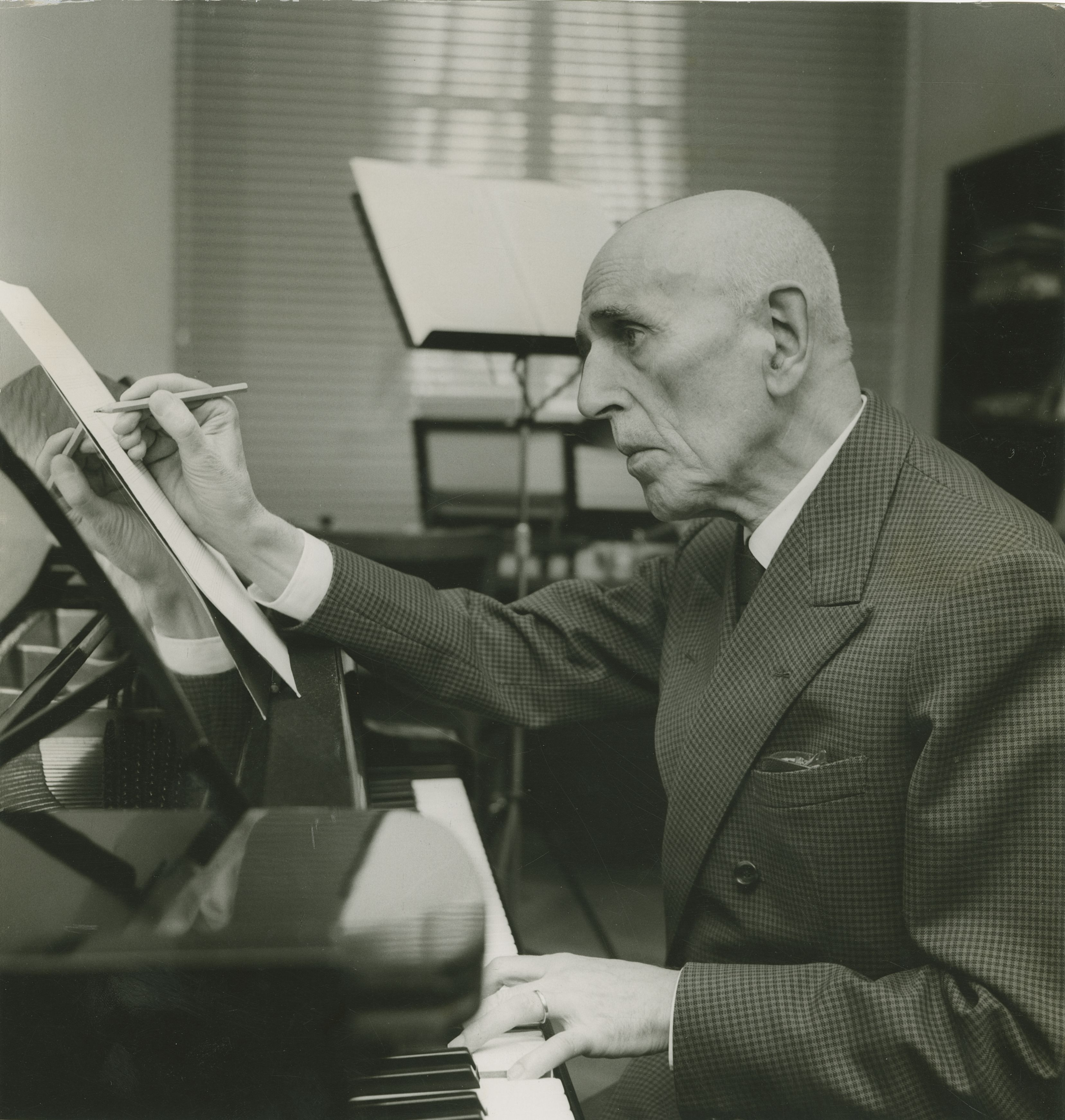
Ghedini nel 1962

Dopo aver studiato organo, pianoforte e violoncello a Torino, si diplomò in composizione a Bologna con Marco Enrico Bossi nel 1911. Iniziò una carriera di direttore d'orchestra, anche se ben presto si dedicò principalmente alla composizione ed alla didattica. Fu docente di composizione al Conservatorio di Torino dal 1918 al 1937, al Conservatorio Arrigo Boito dal 1937 al 1941, in seguito si trasferì al Conservatorio Verdi di Milano, di cui fu anche direttore dal 1951 al 1962. A testimonianza di questa lunga attività didattica vanno ricordati gli allievi Marcello e Claudio Abbado, Luciano Berio, Alberto Bruni Tedeschi, Niccolò Castiglioni, Fiorenzo Carpi, Carlo Pinelli e Liliana Renzi.
Autore estremamente prolifico, Ghedini lavorò assiduamente fino alla sua morte, avvenuta a Nervi nel 1965. Al suo nome è stato dedicato il Conservatorio di Cuneo ed intitolata una via a Torino, nel quartiere Barriera di Milano.

## La musica
Appassionato di musica antica, trascrisse e rielaborò composizioni di numerosi autori del Rinascimento e del Barocco, tra cui Claudio Monteverdi, Girolamo Frescobaldi, Andrea e Giovanni Gabrieli. Alla musica antica si ispirò anche per le sue composizioni originali, tentando di combinarne gli stilemi con il linguaggio novecentesco. Il suo stile è unico nel panorama musicale a lui contemporaneo e si esprime tramite l'eccelso magistero contrappuntistico e formale/costruttivo. Lo stesso Ghedini annotava al riguardo: "La struttura della composizione nasce dallo spontaneo organizzarsi di valori puramente musicali, in una serie di edifici sonori a loro volta cementati l'un all'altro da una chiara logica tematica e costruttiva".
Nella sua sterminata produzione cameristica e sinfonica vanno menzionati il Concerto per orchestra (dedicato alla memoria del direttore d'orchestra prematuramente scomparso Guido Cantelli), i concerti per violino Il Belprato e Concentus Basiliensis, concerto per due violoncelli L'Olmeneta, la Musica Notturna, che spicca per la cura timbrica quasi ossessiva, e il Concerto dell'Albatro per violino, violoncello, pianoforte, voce recitante e orchestra, sul testo "Moby Dick" di Herman Melville la cui traduzione in lingua italiana è opera dello scrittore Salvatore Quasimodo (prima esecuzione assoluta a Torino nel dicembre del 1945; prima esecuzione ad opera dello storico Trio di Trieste è del 1951 con l'Orchestra da Camera di Basilea diretta da Paul Sacher) ed il Divertimento in Re maggiore per violino e orchestra (1959/60) dedicado alla violinista Wanda Luzzato (prima esecuzione assoluta, Torino 28 ottobre 1960 con l'Orchestra RAI diretta da Hilmar Schatz, ripreso il 28 febbraio 1962, alla RAI di Milano, da Franco Gulli sotto la direzione di Lovro von Matacic).
I sette Ricercari per violino, violoncello e pianoforte sono stati invece espressamente dedicati da Giorgio Federico Ghedini al Trio di Trieste: il tema dell'ultimo dei Ricercari è formato con le lettere, secondo la nomenclatura tedesca, dei nomi e cognomi dei componenti del Trio di Trieste e cioè:
Dario De Rosa = D, A, D, E, A (Re, La, Re, Mi, La)
Renato Zanettovich = E, A, E, C, H (Mi, La, Mi, Do, Si)
Libero Lana = B, E, A (Sib, Mi, La)
Notevolissima, e pure quella sterminata, la sua produzione di musica vocale da camera, in particolare di liriche per voce e pianoforte.
Si dedicò anche all'elaborazione di canti popolari provenienti dalla tradizione arcaica, dedicando alcune sue composizioni al coro della SAT di Trento, e alla realizzazione di colonne sonore per film, documentari e cortometraggi (soprattutto per la Lux Film).

## Opere

### Opere liriche
- Gringoire (1915)
- Maria d'Alessandria (1937) al Teatro Gaetano Donizetti di Bergamo con Andrea Mongelli, Giuseppe Nessi, Antenore Reali ed Aristide Baracchi.
- Re Hassan (1939)
- La pulce d'oro (1940)
- Le Baccanti, libretto di Tullio Pinelli (1948)
- Billy Budd (8 settembre 1949), opera in 1 atto, libretto di Salvatore Quasimodo (dal racconto di Herman Melville)
- Lord Inferno (1952)
- L'ipocrita felice (1956)
- Girotondo, azione mimica per bambini (1959)
- La via della croce (1961)

### Musica strumentale
- 29 canoni per pianoforte (1909-1910)
- Quintetto a fiati per flauto, oboe, clarinetto, fagotto e corno (1910)
- Tema e Variazioni sulla parola Fede per pianoforte (1911)
- 6 pezzi per armonium, con aggiunta registrazione per armonio d'arte (1913)
- 9 pezzi per pianoforte (1913-1914)
- Doppio quintetto per archi e fiati con l'aggiunta di arpa e pianoforte (1921)
- Elegia per violoncello e pianoforte (1923)
- Partita per orchestra (1926)
- Quartetto per archi N. 1 (1927)
- Fantasia per pianoforte (dedicata al pianista Nino Rossi[2]) (1927)
- Concerto grosso in fa maggiore per flauto, oboe, clarinetto, fagotto, corno e archi (1927)
- Concerto a cinque per flauto, clarinetto, oboe, fagotto e pianoforte (1930)
- Pezzo Concertante per 2 violini, viola e orchestra (1931)
- Marinaresca e Baccanale per orchestra (1933)
- Adagio e allegro da concerto per flauto, clarinetto, corno, arpa, violino, viola, e violoncello (1936)
- Quartetto per archi N. 3 in un solo movimento (1939)
- Architetture, concerto per orchestra (1940)
- Divertimento contrappuntistico per pianoforte (1940)
- Invenzioni, concerto per violoncello, archi, timpani e piatti (1941 con Antonio Janigro al Gran Teatro La Fenice di Venezia)
- Sette Ricercari per violino, violoncello e pianoforte (1943)
- Capriccio per pianoforte (1944)
- Ricercare super "Sicut Cervus" (Salmo XLI) per pianoforte (dedicata al pianista Nino Rossi)[2] (1944)
- Concerto dell'Albatro per violino, violoncello, pianoforte, voce recitante e orchestra (1945)
- Canoni per violino e violoncello (1946)
- Concerto per pianoforte e orchestra: I. Allegro sostenuto con ritmo; II. Molto adagio; III. Allegretto alla marcia; IV. Vivace  (dedicato ad Arturo Benedetti Michelangeli) (1947 al Teatro La Fenice con Pietro Scarpini, dir. Antonio Pedrotti)
- Concerto N. 1 per 2 pianoforti e orchestra (1947)
- Concerto detto "Il belprato" per violino e orchestra (dedicato a Michelangelo Abbado)(1947)
- Musica Notturna per orchestra (1947)
- Canzoni per orchestra (1947)
- Concerto detto "L'Alderina" per flauto, violino e orchestra (1950)
- Concerto detto "L'Olmeneta" per orchestra e due violoncelli concertanti (1951)
- Musica da concerto per viola e archi (1953)
- Concentus basiliensis (dedicato a Paul Sacher) per violino e orchestra (1954)
- Concerto per orchestra (dedicato alla memoria di Guido Cantelli) (1956)
- Sonata da concerto per flauto, archi e percussione (1958)
- Fantasia per pianoforte e strumenti a corda (1958) eseguita nel Teatro alla Scala di Milano da Maurizio Pollini diretta da Thomas Schippers
- Quartetto per archi N. 2 (dedicato al Quartetto Italiano) (1959)
- Studio da concerto per chitarra (1959)
- Divertimento in Re maggiore per violino e orchestra: I. Arabesca; II. Allegro vivace alla polka; III. Molto sostenuto; IV. Polacca (1959/60, dedicato a Wanda Luzzato)
- Studi per un affresco di battaglia per orchestra (1961)
- Appunti per un credo per orchestra (1961)
- Musica concertante per violoncello e archi (1962)
- Tre Pezzi per flauto (1962)
- Contrappunti per tre archi (violino, viola e violoncello) e orchestra (1962)
- Musiche per tre strumenti per flauto, violoncello e pianoforte (1963)
- Ouverture pour un concert (dedicata alla Fondazione Internazionale Balzan) per orchestra (1963)
- Symphonia per orchestra (opera postuma)
- Andantino soave per orchestra (inedito, 1919)
- Ouverture drammatica per orchestra (inedita, 1922)

### Altre composizioni
- Il pianto della Madonna presso la Croce per due voci e pianoforte (1921)
- Quattro strambotti di Giustiniani per voce e pianoforte (1925)
- Canto d'Amore Lauda spirituale per soprano e pianoforte, testo di Jacopone da Todi (1926)
- Dì, Maria dolce... Lauda spirituale per voce e pianoforte (1926)
- Litanie alla vergine per soprano, coro femminile e orchestra (1926)
- Dimmi, dolce Maria Lauda spirituale per soprano e pianoforte, testo attribuito a Clemente Pandolfini (1927).
- Messa del Venerdì Santo (1929)
- Concerto Spirituale de l'Incarnazione del Verbo Divino per 2 soprano e piccola orchestra, dedicato a Goffredo Petrassi, testo da Jacopone da Todi (1943)
- Concerto funebre per Duccio Galimberti per tenore, basso, archi, tromboni e timpani (1948)
- Missa monodica in honorem Sancti Gregorii Magni
- Cantico del sole per coro maschile e orchestra d'archi

## Discografia
- Giorgio Federico Ghedini: "Architetture - Contrappunti", Marinaresca e Baccanale, etichetta Naxos Records, 2013 Paolo Chiavacci, violino, Riccardo Savinelli, viola, Giuseppe Scaglione, violoncello, Orchestra Sinfonica di Roma, direttore Francesco La Vecchia